# Harald Meschendörfer
Harald Meschendörfer (n. 14 iunie 1909, Brașov – d. 23 septembrie 1984, Brașov) pictor și grafician de etnie germană (sas) din România.

## Biografie
A absolvit Liceul Johannes Honterus din Brașov. În perioada 1927-1932 a studiat în München, Berlin și Paris. În anul 1932 a devenit pictor și grafician, având și atelier propriu în Brașov.
În anul 1951 a devenit membru al Uniunii Artiștilor Plastici din România. Între anii 1953-1969 a lucrat ca profesor la școala populară de artă din Brașov.
Picturile sale au fost în special acuarele și colaje cu hârtie și materiale textile.
Tatăl său, scriitorul Adolf Meschendörfer, a fost un colecționar pasionat de timbre. De la el a deprins dragostea pentru mărci poștale. 
A început să lucreze timbre în anul 1955. Prima serie gravată de el a fost Luna pădurii, o serie de trei mărci poștale.
A doua serie a fost "Flora carpatină" (8 valori) apărută în iulie 1957, care l-a consacrat definitiv ca cel mai bun grafician de mărci poștale a momentului, din România. Inițial, fiecare timbru trebuia să cuprindă inițiala creatorului său, litera "M". Înainte de tipărirea seriei, s- a decis eliminarea acesteia de pe matrițe. Nu se știe dacă din greșeală sau cu intenție, în două locuri litera "M" nu a fost îndepărtată. În felul acesta, fiecare coală cu valorile 1,55 Lei și 1,75 Lei cuprinde câte un singur timbru semnat  "M" - una din raritățile filateliei românești.
Până la sfârșitul anilor 1960, Poșta Română a emis 152 de mărci poștale cu grafica lui Harald Meschendörfer. Temele sale favorite au fost plantele, animalele și sportul.
În 1958 a executat o serie cu costume populare românești, iar în 1962 o serie cu chipuri de copii. În această serie, la valoarea de 55 de bani a realizat portretul copiilor săi, fiica Ursula și fiul Wolfgang, iar la valoarea de 1,20 apare fiica sa Ingrid cântând la pian.
Pentru calitatea lor, mărcile poștale desenate de Harald Meschendörfer au primit numeroase premii: 1958 și 1966 la București, în 1964 la Paris.